# Val-et-Châtillon
Val-et-Châtillon is een gemeente in het Franse departement Meurthe-et-Moselle in de regio Grand Est. De plaats maakt deel uit van het arrondissement Lunéville en sinds 15 maart 2015 van het kanton Baccarat, toen het kanton Cirey-sur-Vezouze, waar Val-et-Châtillon daarvoor onder viel, werd opgeheven.

## Geografie
De oppervlakte van Val-et-Châtillon bedraagt 18,8 km², de bevolkingsdichtheid is 38,0 inwoners per km².
De onderstaande kaart toont de ligging van Val-et-Châtillon met de belangrijkste infrastructuur en aangrenzende gemeenten.

## Demografie
Onderstaande figuur toont het verloop van het inwonertal (bron: INSEE-tellingen).